# Kilburn Grange Park
Le Kilburn Grange Park est un espace vert de la ville de Londres, situé dans le district de Camden, bordant Kilburn High Road. Le parc fut ouvert en 1913. Il couvre 3,2 hectares et contient des courts de tennis.